# Potentilla wimanniana
Potentilla wimanniana är en rosväxtart som beskrevs av Günther och Theodor Emil Schummel. Potentilla wimanniana ingår i Fingerörtssläktet som ingår i familjen rosväxter.

## Underarter
Arten delas in i följande underarter:
- P. w. wimanniana
- P. w. javorkae
- P. w. budaii
- P. w. pectinata
- P. w. galiciana
- P. w. hausmannii
- P. w. euwiemanniana
- P. w. vockei
- P. w. knappii
- P. w. koernickei
- P. w. lindackeri
- P. w. vockei
- P. w. knappii
- P. w. parviflora
- P. w. schultzii
- P. w. borussica
- P. w. koernickei
- P. w. canescens
- P. w. sublaciniata